# Concepcion (Misamis Occidental)
Concepcion ist eine philippinische Stadtgemeinde in der Provinz Misamis Occidental. Sie hat 10.937 Einwohner (Zensus 1. August 2015).

## Baranggays
Concepcion ist politisch in 18 Baranggays unterteilt.
| - Bagong Nayon - Capule - New Casul - Guiban - Laya-an - Lingatongan - Maligubaan - Mantukoy - Marugang | - Poblacion - Pogan - Small Potongan - Soso-on - Upper Dapitan - Upper Dioyo - Upper Potongan - Upper Salimpono - Virayan |